# 莫德·亚当斯 (美国演员)
莫德·尤因·亚当斯·基斯卡登（Maude Ewing Adams Kiskadden；1872年11月11日—1953年7月17日），艺名莫德·亚当斯（Maude Adams），是一位美国女演员，以出演彼得潘出名，成为当时的成功演员之一，在她的巅峰时期年收入超过一百万美元。
亚当斯从小就陪伴她的女演员母亲巡回演出，16岁时在百老汇亮相，并迅速成名。从1897年开始，亚当斯主演了J·M·巴里包括《彼得潘》在内的多部戏剧。

## 早年

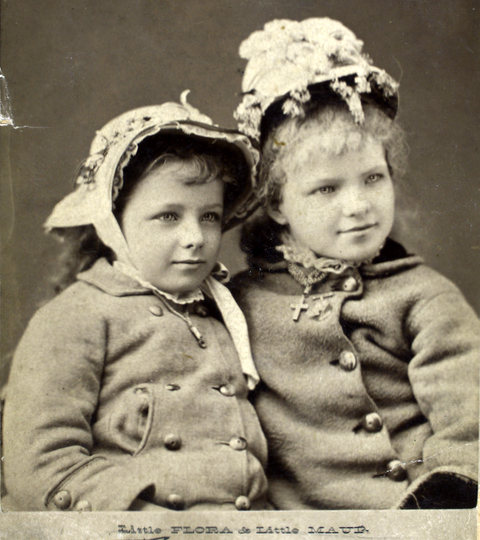
亚当斯（左），1880

亚当斯出生于犹他领地盐湖城，是阿塞纳丝·安·“安妮”（Asaneth Ann "Annie"；née Adams）和詹姆斯·亨利· 基斯卡登（James Henry Kiskadden）的女儿。其母是一名演员，其父在银行和矿场工作。她很小的时候父亲就去世了。詹姆斯并不是摩门教徒，亚当斯曾将她的父亲描述为“异教徒”，“Kiskadden”是个苏格兰姓。其曾祖父普拉特·班克（Platt Banker）皈依了摩门教，并移居密苏里州，在那里他的女儿朱莉娅嫁给了巴纳布斯·亚当斯（Barnabus Adams）。1847年，巴纳布斯和朱莉娅作为摩爾門先驅者与杨百翰一起进入盐湖谷，曾为建造盐湖城大礼拜堂当伐木工。五月花号的乘客约翰·豪兰德（John Howland）可能也是她的祖先。
亚当斯两个月大的时候就出演了盐湖城杨百翰剧院的《The Lost Baby》。不顾父亲的反对，亚当斯从小就开始表演，并采用她母亲的姓作为她的艺名。她们参加了一个剧团，在美国西部的农村、城市巡回演出。九岁时，亚当斯与她的摩门教祖母和堂兄弟一起住在盐湖城，而她的母亲则留在旧金山。目前尚不清楚她是否像她母亲那样是耶穌基督後期聖徒教會信徒。尽管她就读于长老会学校，但从未接受过长老会的洗礼。晚年，亚当斯长期在天主教修道院休假，并于1922年将她在纽约朗孔科马湖（Lake Ronkonkoma）的庄园捐赠给了一个修女会（Sisters of the Cenacle）。但她似乎也从未皈依天主教，且从未在任何采访中讨论过这个话题。
亚当斯十岁时在纽约首次登台，饰演埃斯梅拉达，然后在加利福尼亚待了一小段时间，最后她回到盐湖城与祖母一起生活，并在盐湖学院（Salt Lake Collegiate Institute）学习。

## 早期职业生涯

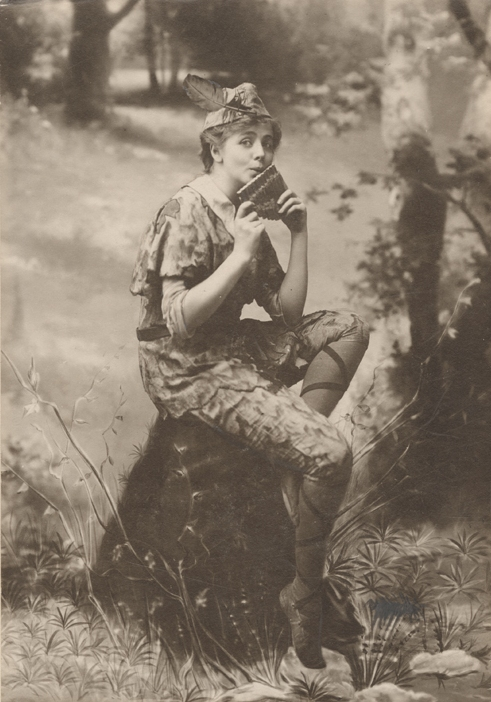
亚当斯饰彼得潘

亚当斯16岁时回到纽约市，出演《The Paymaster》《A Midnight Bell》等作品。1889年，剧作家查尔斯·H·霍伊特觉得她很有潜力，给她提供了一份五年的合同，但亚当斯拒绝，转而接受了更有名的制作人查尔斯·弗罗曼的合同，尽管后者价格更低。查尔斯·弗罗曼她开始经常与母亲一起在弗罗曼的作品中出演。
1892年，明星小约翰·德鲁加入了弗罗曼的剧团，亚当斯开始和德鲁搭档，出演《假面舞会》（The Masked Ball）、《罗斯玛丽》（Rosemary）等。之后，她又在约翰·德鲁的剧团做了五年女主角，备受赞誉。

## 成名

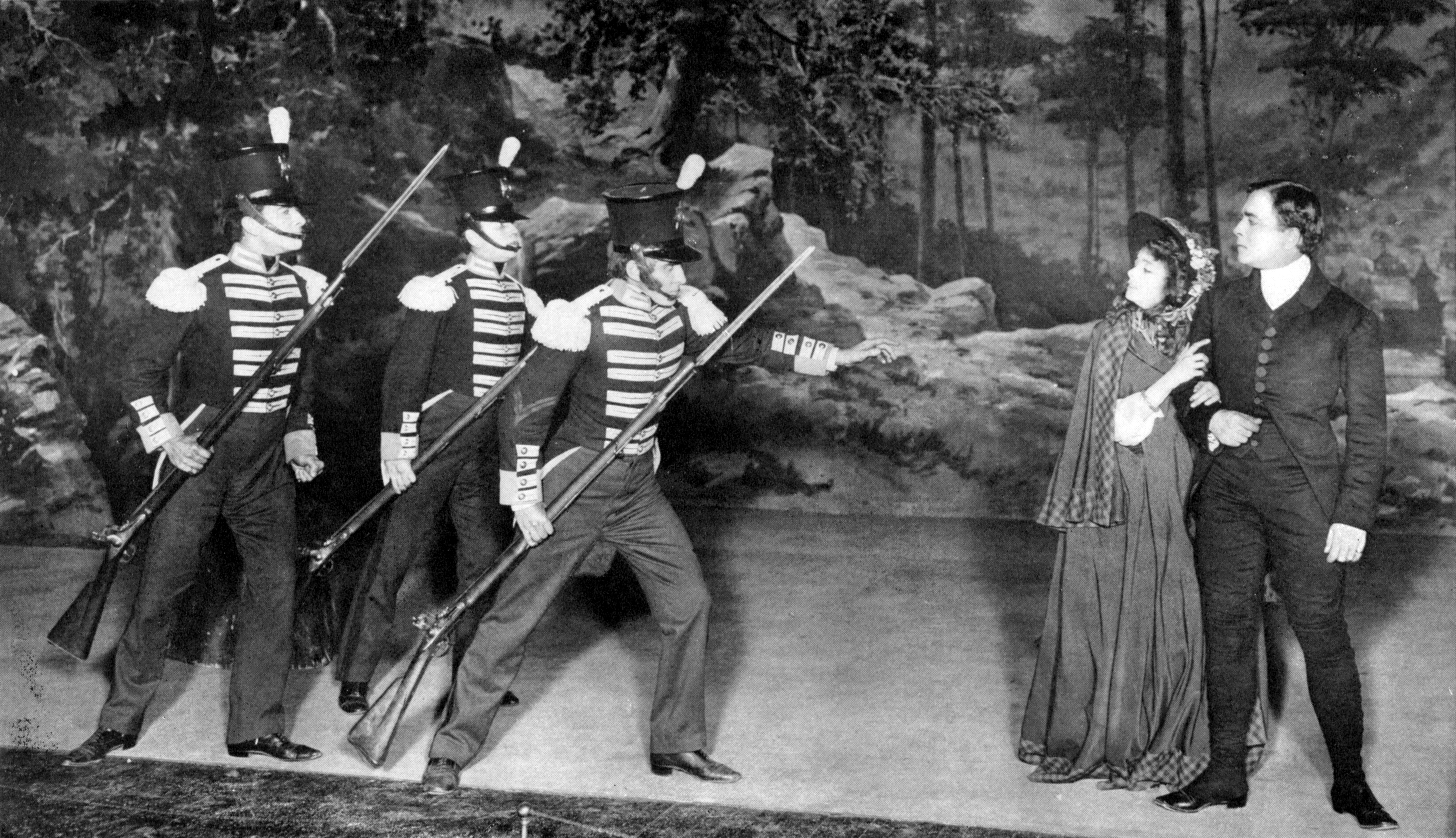
亚当斯和罗伯特·埃德森在百老汇《小部长》的剧照

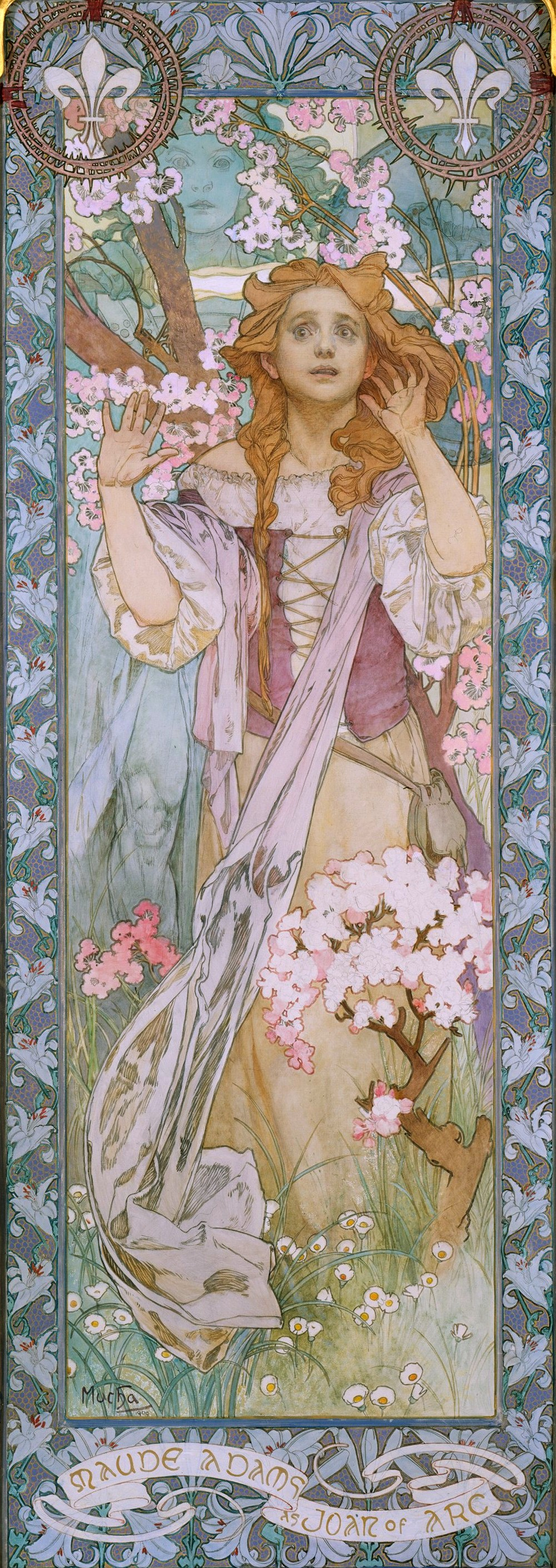
亚当斯饰演圣女贞德，由阿爾豐斯·慕夏绘于1909年

弗罗曼多次试图说服J·M·巴里将其畅销书《小部长》改编成戏剧，巴里一直没同意，他觉得没有合适的演员来饰演女主角巴比夫人（Lady Babbie）。但1896年的纽约之旅中，巴里看到了《罗斯玛丽》中的亚当斯，发现她正好合适。弗罗曼担心原书中巴比夫人偏男性化的形象可能不适合亚当斯，因此在在巴里的同意下，还修改了一些关键场景。该剧于1897年在百老汇的帝国剧院首演，取得了巨大的成功，在纽约就上演了300场，并创下了370,000美元的票房纪录，亚当斯也由此成名。
随后，她又出演了巴里的另一部作品《彼得潘》。她是第一位在百老汇扮演彼得潘的女演员，在后世也主要因饰演彼得潘为人铭记。就在演员阵容宣布几天后，亚当斯接受了紧急阑尾切除术，而《彼得潘》1905年10月16日在华盛顿特区的国家剧院首演效果也不好。它很快转到百老汇表演，并获得成功。她参与设计的彼得潘服装衣领后来成为一种时尚，被称为“彼得潘衣领”（Peter Pan collar）。
亚当斯出演了巴里许多作品，如《Quality Street》《What Every Woman Knows》《The Legend of Leonora》《A Kiss for Cinderella》。此外，也表演过《罗密欧与朱丽叶》《奥尔良的姑娘》等作品，并受到观众的喜爱。

## 晚年
亚当斯在得了严重的流感后于1918年离开舞台。在1920年代，她与通用电气合作改进舞台灯光照明，也曾与伊士曼公司合作开发彩色摄影。离开舞台13年后，她重返演艺圈，出演过几部莎士比亚戏剧，1931年在俄亥俄州《威尼斯商人》里饰演波西亚，1934年在缅因州《第十二夜》中饰演玛丽亚。
她没有传出过绯闻，塑造了一个很完美的善良、纯真的公众形象。一些传记作者认为她是一名女同性恋。她有过两个长期伴侣，关系都维持到对方去世：其一是从1890年代初到1901年的莉莉·弗洛伦斯（Lillie Florence），其二是1905年到1951年的路易丝·博因顿（Louise Boynton） :16。她可能与女演员斯普林·白灵顿也有过情侣关系。
亚当斯有时会用自己的工资来补贴其他表演者。一次巡演时，一位剧院老板知道亚当斯要出演，因而大幅抬高门票价格，亚当斯登台前要求老板退回差价。
1937年到1949年，亚当斯是密苏里州斯蒂芬斯学院戏剧系主任。大卫·O·塞尔兹尼克曾找她在电影《The Young in Heart》（1938）试镜，但最后没有谈成。
她在纽约坦纳斯维尔卡达姆山（Caddam Hill）的避暑别墅去世，享年80岁，安葬在纽约朗康科马湖的一处修女会墓地中。路易丝·博因顿的墓碑就在一侧。

## 流行文化
理查德·马西森1975年的小说《Bid Time Return》和由小说改编的电影《时光倒流七十年》中的伊莉丝·麦肯纳（Elise McKenna）是以亚当斯为原型塑造的。